# Hans Collaert

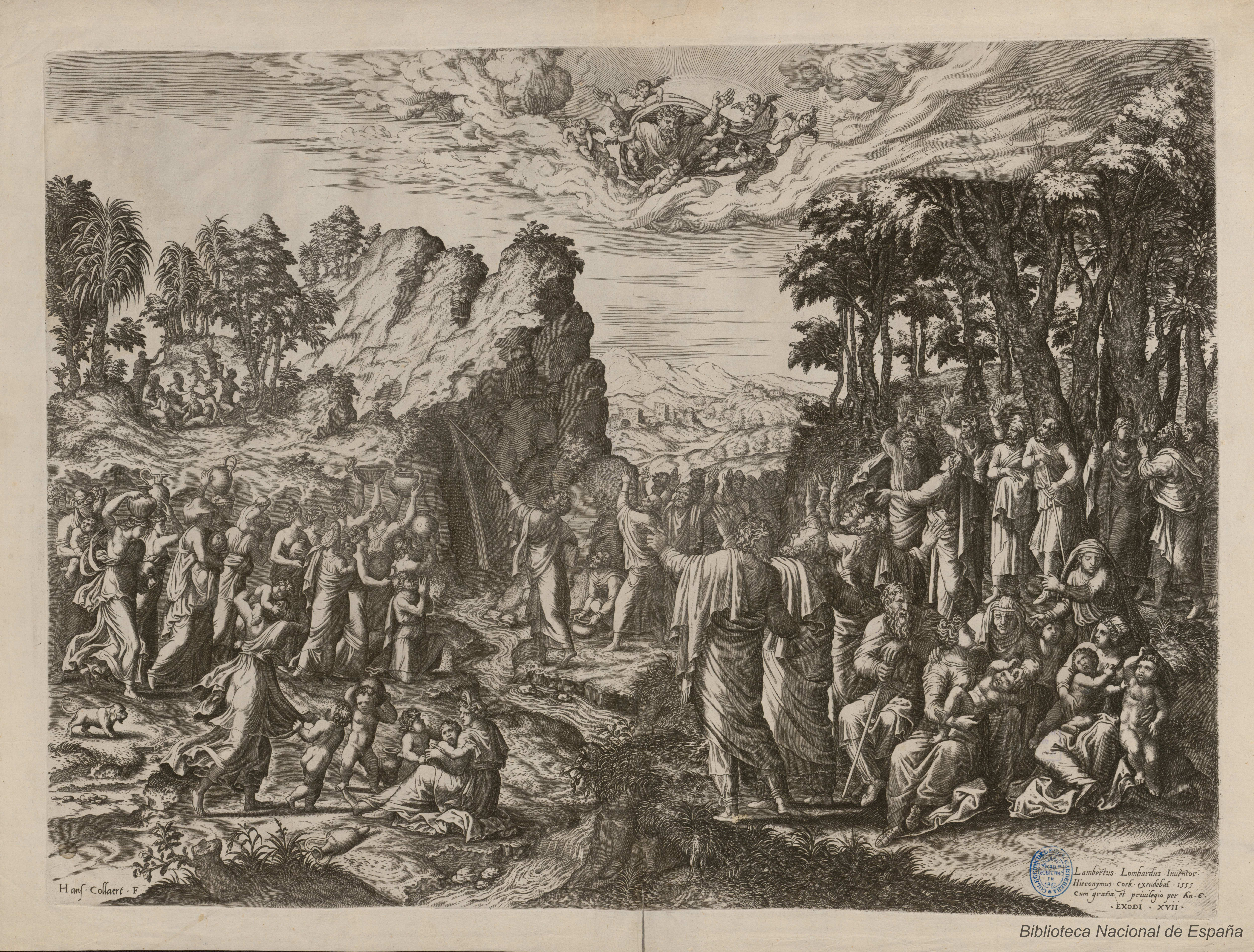
Moisés haciendo brotar el agua de la roca. Grabado a buril de Hans Collaert por dibujo de Lambert Lombard. Firmado «Hans^{.}Collaert^{.}F / Lambertûs Lombardus Inventôr / Hieronymus Cock excudebat 1555 / cum gratia et privilegio per An. 6 / exodi xvii». Biblioteca Nacional de España.

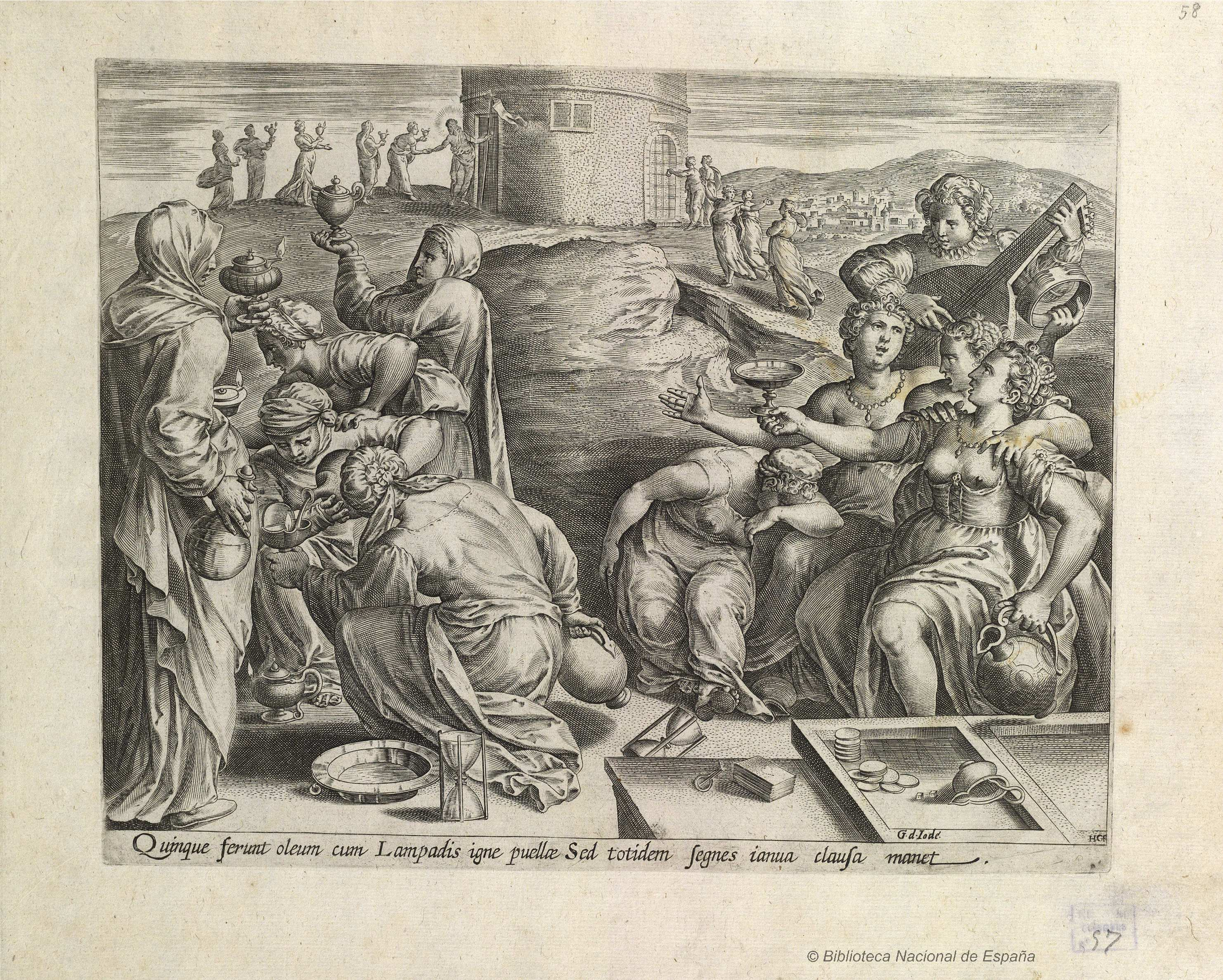
Las vírgenes prudentes, firmada HCF. Serie de las parábolas evangélicas editada por Gerard de Jode, Amberes, c. 1585. Biblioteca Nacional de España.

Hans Collaert, también conocido como Jan Collaert I, fue un grabador a buril flamenco, nacido según las fuentes en Bruselas o en Amberes hacia 1530 y fallecido en esta última ciudad en octubre de 1580.

## Biografía
Hijo de un diseñador de alfombras, Jannen Collaert, con quien pudo colaborar en los primeros momentos proporcionando los dibujos para la decoración de vidrios, joyas y tapices, debió de asentarse en Amberes hacia 1560 o poco más tarde, dando inicio a una dinastía de grabadores, que en tres generaciones produjo más de dosmil doscientas estampas. Casado con Anna van der Heyden, fue padre de cuatro hijos: Adriaen, Hans, Tanneken y Susanna, los dos primeros también grabadores, como los nietos: Carel, hijo de Adriaen y Justa Galle, y Willem, hijo de Hans,
La primera obra firmada y fechada que se le conoce, publicada por Hieronymus Cock en 1555: Moisés haciendo brotar el agua de la roca, grabada por dibujo de Lambert Lombard que, a su vez, se habría inspirado en los cartones de Rafael para los tapices de los Hechos de los apóstoles, ha sido considerada «su verdadera obra maestra». Más tarde, para una serie de retratos de reyes, reinas y príncipes editada también por Hieronymus Cock en Amberes en 1561, en la que participaron Frans Huys, Pieter van der Heyden y Cornelis Cort, grabó los retratos de María de Portugal y el príncipe don Carlos, con una leyenda en óvalo (carolvs dei gra. hispa. infans. philippi secvndi angliae regis filivs) que al proclamarle hijo de Felipe II con título de rey de Inglaterra, indica haber sido grabada no más tarde de 1558, año de la muerte de María Tudor.
Inscrito en la guilda de San Lucas de Amberes al parecer en 1564, en una segunda fase será Gerard de Jode el editor de sus grabados. Por dibujos, entre otros, de Marten de Vos, Ambrosius Francken, Jan Snellinck, Crispin van den Broeck y Michiel Coxcie participó en álbumes de asuntos religiosos publicados por Jode, como las historia del rey David o la serie de las parábolas de Jesús, recogidas en el Thesaurus sacrarum historiarum de 1585 y reutilizadas en el Theatrum Biblicum, editado por Claes Jansz. Visscher en 1639.